# バーレーン島
バーレーン島（バーレーンとう、アラビア語: جزيرة البحرين Jazīrah al-Baḥrayn、英語: Bahrain Island）、別名アル＝アワル島（英語: al-Awal Island）、また英語におけるかつての表記では Bahreinは、バーレーンを構成する島々の中で最大の島であり、国土の大部分を占め、人口の大多数が居住している。

## 地理
島の大部分は、ペルシャ湾内の水深が比較的浅い入江のひとつであるバーレーン湾の中に位置している。島周辺の海底は、岩礁が多く、島の北部の沖合には大規模な珊瑚礁も広がっている。島の大部分は、標高も低く不毛の砂漠になっている。露出した石灰岩が低くうねるような丘陵と低い崖、浅い渓谷を形成している。石灰岩は様々な濃度で塩分を含んだ砂で覆われており、最も過酷な砂漠の環境でも育つような植生、おもに棘のある樹木や雑木類しかない。北部の海岸沿いには、幅5 km (3.1 mi)の肥沃な土地が広がっており、ナツメヤシ、アーモンド、イチジク、ザクロなどの果樹が育てられている。島の内陸は、断層崖 (escarpment) が形成されており、高さは134 m (440 ft)に達し、島の最高標高点は英語で「煙の山 (The Mountain of Smoke)」と呼ばれるジャバル＝アド＝ドゥハーン（アラビア語: جبل الدخان, Jabal ad Dukhan）は、その頂上部にしばしば霧がかかることからそう名付けられている。バーレーン国内の油井の大部分は、この山の周辺に位置している。

## 気候

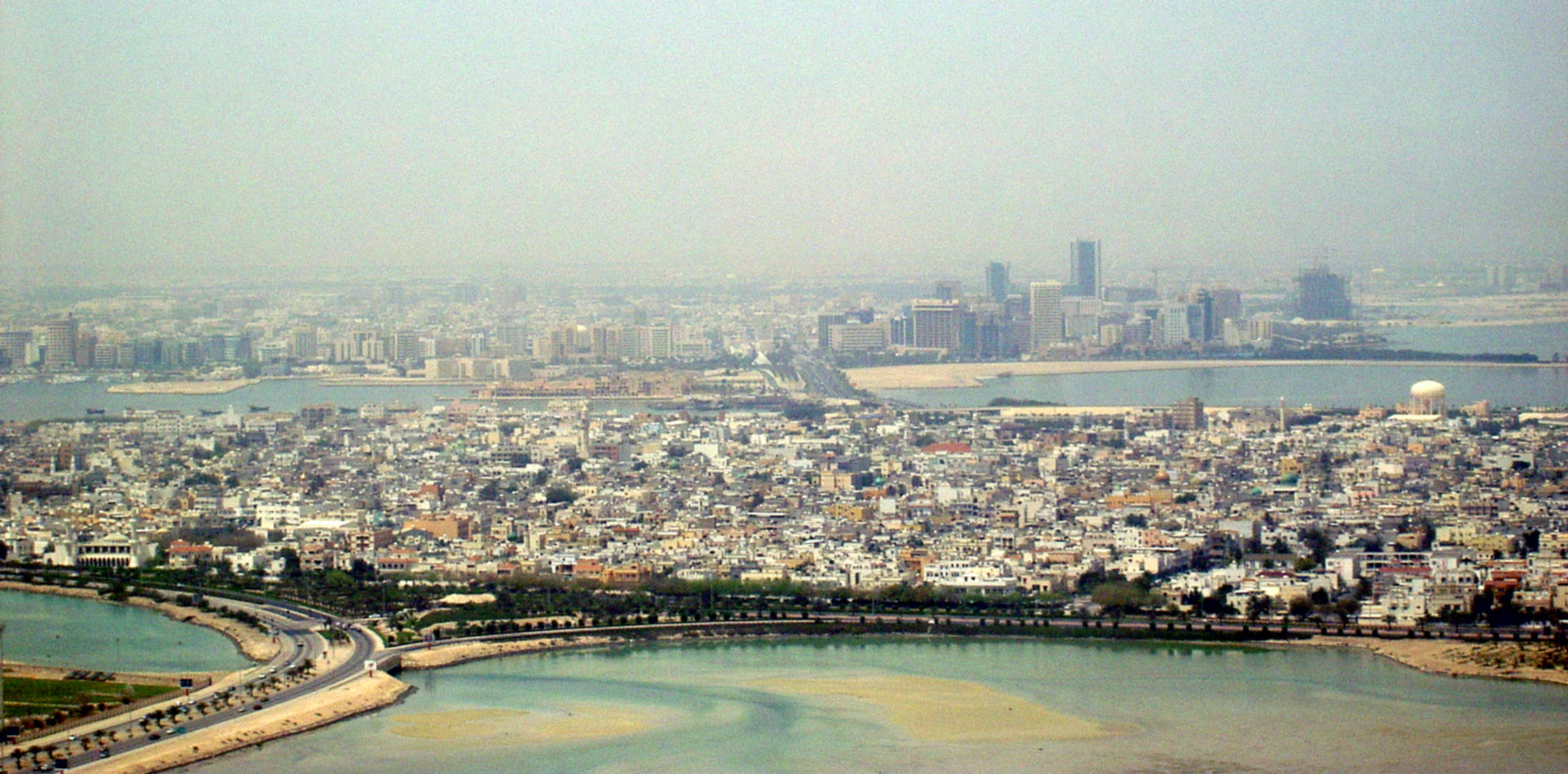
手前に見える市街地がムハッラク島のムハッラク、遠方に見えるのがバーレーン島のマナーマ。

当地の気候は極めて乾燥している。年平均気温は 28 °Cである。最も暑いのは8月で、平均気温は 38 °C となり、最も冷涼な1月でも平均気温は 18 °Cである。平均年間降水量は、144 mmである。最も降水量があるのは11月だが、平均月降水量は 38 mm で、最も乾燥する10月には 1 mm しかない。

## 住民
バーレーン王国の首都であるマナーマは、バーレーン島の北東端に位置している。主要な港湾であるミナ・サルマンも、おもだった石油精製所の施設も、商業の中心地も、全てバーレーン島内に位置している。

バーレーンの行政区画。

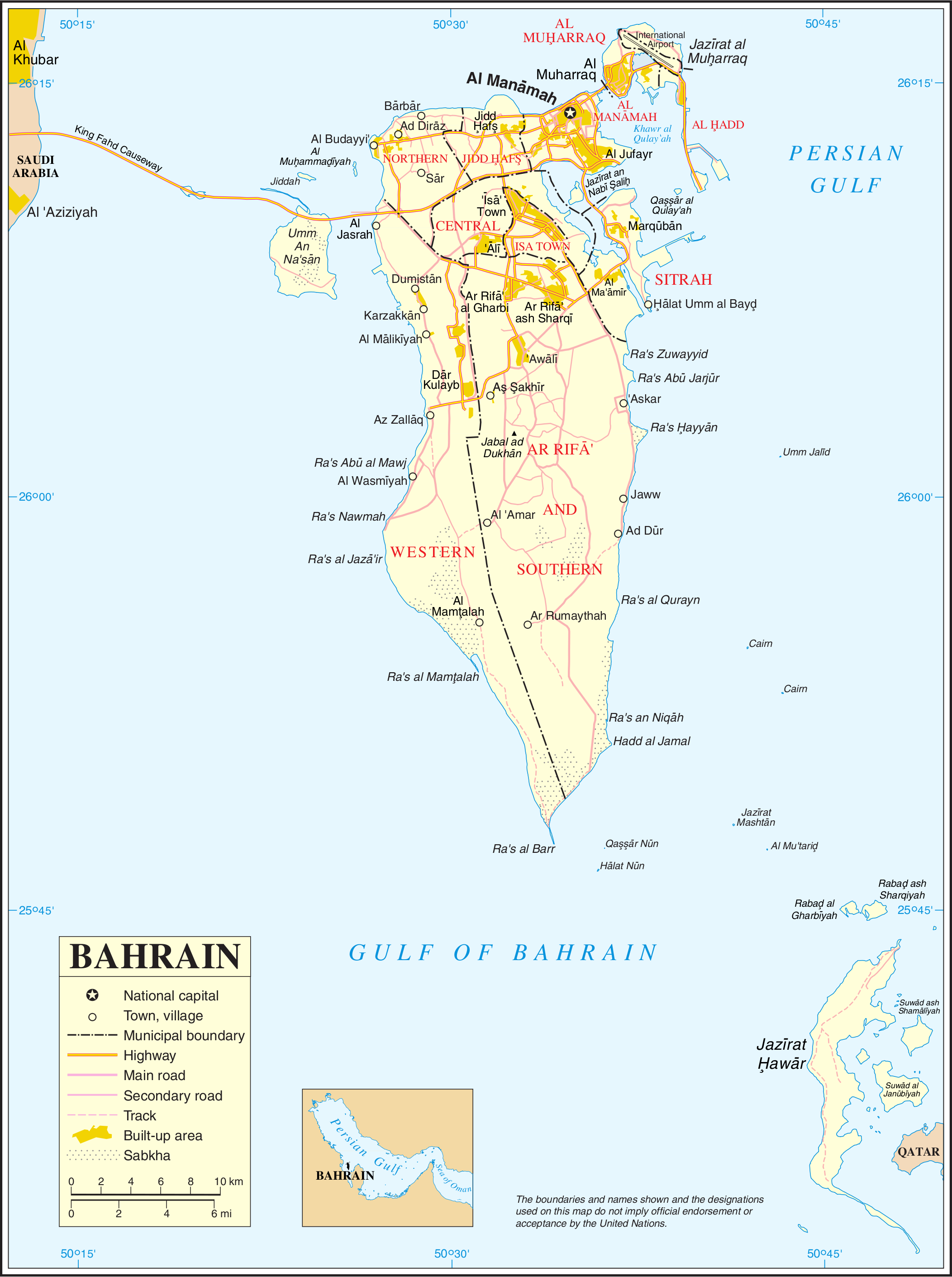
バーレーンの道路網。

## 行政
島内は3つの県に分けられている。島の北東部は首都県、北西部北部県となっており、残る中部から南部にかけては南部県に属している。

## 交通
バーレーン島は周辺の小島やサウジアラビア本土と、土手道（コーズウェイ）や海上橋で結ばれている。最も古い土手道は、バーレーン島と、王国で3番目に大きい島であるムハッラク島を結ぶもので、1929年に建設された。ムハッラク島とバーレーン島のマナーマは、3本の土手道で結ばれている。
- シェイク・ハマド橋 (Shaikh Hamad Bridge) - ムハッラクと外交地区（英語版）を結ぶ
- シェイク・イーサ・コーズウェイ（英語版） -  ムハッラク/ブサイテーン（英語版）と外交地区を結ぶ
- シェイク・カリファ橋 (Shaikh Khalifa Bridge) - ヒッド（英語版）とジュファイル（英語版）

東海岸側の沖には、石油輸出ターミナルのあるシトラ島が位置しており、バーレーン島とは両島を分かつ狭い海峡に架かる橋によって結ばれている。
西海岸側には、ウム・アン・ナサン島があり、それを経由してサウジアラビア本土の町アル・コバールまで、キング・ファハド・コーズウェイで結ばれている。ウム・ナサン島は国王の私有財産とされており、狩猟のための自然保護地区となっている。